# Bäst of
Bäst of ist eine Best-of-Kompilation der deutschen Punkrock-Band Die Ärzte. Das Album erschien am 6. Oktober 2006.

## Hintergrund
Der Grund für die Veröffentlichung der Best-of-Kompilation war der auslaufende Distributionsvertrag mit der Plattenfirma Universal Records.

„Ein Best-of-Album ist oftmals das letzte Album, das man für eine Plattenfirma macht, bevor der Vertrag ausläuft. So auch in diesem Falle. Wir wollten das aber nicht so lieblos machen und darum haben wir ein Doppelalbum mit noch raren B-Seiten angefüllt.“

Das Album erschien – jeweils verpackt in einer Stahlbox – als Doppel-CD- und limitiertes 5-fach-Vinyl-Album. In der Stahlbox ist eine ä-förmige Auslassung eingestanzt. Durch Umsortieren der CD-Sleeves bzw. der LPs erscheint das „ä“ entweder rot oder grün (Booklet), weiß oder gelb (CD 1), schwarz oder blau (CD 2) durch die Auslassung.
Auf der ersten CD befinden sich alle 23 Singles der Band von 1993 bis 2003 chronologisch sortiert. Da mit Quark / Kopfüber in die Hölle und Komm zurück / Die Banane zwei Doppel-A-Seiten-Singles vertreten sind, ergibt dies 25 Tracks. Quark ist der einzige Track, der nicht in der (textlich veränderten) Single-Version enthalten ist, sondern in der Album-Version.
Auf der zweiten CD befindet sich – bis auf Zusamm’fassung (Extended 1–13) ebenfalls chronologisch sortiert – eine Auswahl von 25 B-Seiten seit 1993. Beide CDs haben eine Spieldauer von knapp 90 Minuten, dazu wurde die Spurdichte der Audio-CDs angepasst. Alle Titel wurden einem Remastering unterzogen.
Dem Album liegt ein Booklet bei, in welchem alle Singles von Farin Urlaub, Bela B. und Rodrigo González sowie von zahlreichen Wegbegleitern kommentiert wurden. Die B-Seiten wurden eingangs als Ganzes kommentiert.
Am 20. Oktober 2006 stieg das Album in Österreich und in Deutschland auf Platz eins der offiziellen Longplayer-Charts ein. In der Schweiz stieg das Album auf Platz 4 ein.

## Titelliste
| CD 1 / Alle Singles seit 1993: 1. Schrei nach Liebe (Felsenheimer, Urlaub) – 4:12 2. Mach die Augen zu (Urlaub) – 3:58 3. Friedenspanzer (González/Felsenheimer) – 3:57 (Single-Version) 4. Quark (Urlaub) – 2:45 (Album-Version) 5. Kopfüber in die Hölle/Revolution (Urlaub/Felsenheimer, Urlaub) – 2:59 (Single-Version Revolution ’94) Titel 1–5 vom Album Die Bestie in Menschengestalt, 1993 6. Schunder-Song (Urlaub) – 3:00 (Single-Edit) 7. Hurra (Urlaub) – 3:26 (Single-Version) Titel 6–7 vom Album Planet Punk, 1995 8. 3-Tage-Bart (Urlaub/Felsenheimer, Urlaub) – 3:02 9. Mein Baby war beim Frisör (Urlaub) – 2:15 Titel 8–9 vom Album Le Frisur, 1996 10. Männer sind Schweine (Urlaub) – 4:27 (Single-Version) 11. Goldenes Handwerk (Felsenheimer) – 3:35 12. ½ Lovesong (González/Felsenheimer, González) – 3:52 13. Rebell (Urlaub) – 3:51 Titel 10–13 vom Album 13, 1998 14. Elke (Urlaub) – 3:36 (Live, Single-Version)/small> Single zum Live-Album Wir wollen nur deine Seele, 1999 15. Wie es geht (Urlaub) – 3:41 (2006 Mix) 16. Manchmal haben Frauen … (Felsenheimer) – 4:14 17. Yoko Ono (Urlaub) – 0:30 (Album-Version) 18. Rock’n’Roll-Übermensch (Felsenheimer, González) – 3:55 (Radio-Mix) Titel 15–18 vom Album Runter mit den Spendierhosen, Unsichtbarer!, 2000 19. Komm zurück (Unplugged) (Urlaub) – 3:29 Orchestrierung: González, Arp 20. Die Banane (Unplugged) (Felsenheimer, González/Felsenheimer) – 4:59 Orchestrierung: González, Arp Titel 19–20 vom Album Rock ’n’ Roll Realschule, 2002 21. Unrockbar (Urlaub) – 3:45 (Single-Edit) 22. Dinge von denen (González/González, Donna Blitz) – 3:55 23. Nichts in der Welt (Urlaub) – 3:50 24. Deine Schuld (Urlaub) – 3:34 25. Die klügsten Männer der Welt (Felsenheimer) – 3:58 Titel 21–25 vom Album Geräusch, 2003 | CD 2 / B-Seiten: 1. Wahre Liebe (Felsenheimer, González, Urlaub) – 3:14 2. Punkrockgirl (Felsenheimer) – 1:50 (Original-Version) Titel 1–2 von der Single Mach die Augen zu, 1993 3. Stick It Out / What’s the Ugliest Part of Your Body (Frank Zappa) – 3:08 von der Single Friedenspanzer, 1994 4. Regierung (Felsenheimer, Urlaub) – 2:31 von der Single Ein Song namens Schunder, 1995 5. Sex Me, Baby (González/Felsenheimer, González) – 2:52 6. Warrumska (Urlaub) – 3:50 Titel 5–6 von der Single Hurra, 1995 7. Saufen (Urlaub) – 3:47 8. Ein Lächeln (für jeden Tag deines Lebens) (Felsenheimer, González, Urlaub) – 4:21 Titel 7–8 von der Single Ein Schwein namens Männer, 1998 9. Wunderbare Welt des Farin U. (Urlaub) – 2:49 10. Rod Army (González; Felsenheimer) – 2:49 Titel 9–10 von der Single Goldenes Handwerk, 1998 11. Ein Lied über Zensur (Urlaub/Felsenheimer, Urlaub) – 3:20 12. Schlimm (Felsenheimer) – 3:33 13. Danke für jeden guten Morgen (Martin Gotthard Schneider) – 2:43 Titel 11–13 von der Single ½ Lovesong, 1998 14. Punk ist… (Felsenheimer) – 3:22 (Götz Alsmann Band featuring Die Ärzte) 15. Backpfeifengesicht (Urlaub) – 2:24 16. Alles für dich (Urlaub) – 4:10 Titel 14–16 von der Single Rebell, 1999 17. Die Instrumente des Orchesters (Urlaub) – 2:37 18. Kpt. Blaubär (Felsenheimer, Urlaub, Gonzalez) – 4:14 (Extended Version) Titel 17–18 von der Single Wie es geht, 2000 19. Rettet die Wale (Urlaub) – 1:49 von der Single Manchmal haben Frauen …, 2000 20. Die Welt ist schlecht (Felsenheimer, Urlaub/Felsenheimer) – 3:40 von der Single Yoko Ono, 2001 21. Kontovollmacht… (Felsenheimer) – 4:37 22. Aus dem Tagebuch eines Amokläufers (Urlaub) – 2:35 Titel 21–22 von der Single Unrockbar, 2003 23. Biergourmet (Unplugged) (Felsenheimer, González, Urlaub/Felsenheimer) – 1:56 24. Frank’n’stein (Felsenheimer) – 2:31 (Syllable-Jive-Version) Titel 23–24 von der Single Deine Schuld, 2004 25. Zusamm’fassung (Extended 1–13) (Felsenheimer, Urlaub, Gonzalez) – 14:38 wurde aufgeteilt auf die Tracks 25–37 – von der Single Mein Baby war beim Frisör, 1996 |

## Chartplatzierungen
| ChartsChartplatzierungen | Höchstplatzierung | Wochen |
| ------------------------ | ----------------- | ------ |
| Deutschland (GfK)        | 1 (97 Wo.)        | 97     |
| Österreich (Ö3)          | 1 (19 Wo.)        | 19     |
| Schweiz (IFPI)           | 4 (22 Wo.)        | 22     |

| ChartsJahrescharts (2006) | Platzierung |
| ------------------------- | ----------- |
| Deutschland (GfK)         | 40          |
| Österreich (Ö3)           | 42          |
| Schweiz (IFPI)            | 75          |

| ChartsJahrescharts (2007) | Platzierung |
| ------------------------- | ----------- |
| Deutschland (GfK)         | 60          |

| ChartsJahrescharts (2008) | Platzierung |
| ------------------------- | ----------- |
| Deutschland (GfK)         | 59          |

## Auszeichnungen für Musikverkäufe
| Land/Region        | Auszeichnungen für Musikverkäufe (Land/Region, Auszeichnung, Verkäufe) | Verkäufe |
| ------------------ | ---------------------------------------------------------------------- | -------- |
| Deutschland (BVMI) | Platin                                                                 | 200.000  |
| Schweiz (IFPI)     | Gold                                                                   | 15.000   |
| Insgesamt          | 1× Gold · 1× Platin ·                                                  | 215.000  |